# بول كيملمان
بول م. كيملمان (بالإنجليزية: Paul Kimelman)‏ (مواليد 1947). كان متحدث تحفيزي في الثمانينيات وأوائل التسعينيات، وحمل الرقم القياسي العالمي في موسوعة غينيس لأكبر خسارة للوزن في أقصر وقت، وظهر على غلاف الكتاب عام 1982. سافر كيملمان حول العالم وتحدث عن تجربته.

## السجل
كان بول من مواليد برونكس، وانتقل إلى بيتسبرغ، بنسلفانيا مع والدته أولغا كيملمان، في أوائل الستينيات. عندما كان بول يبلغ من العمر 19 عام، وصل إلى أقصى وزن له؛ أكثر من 520 رطل (235 كجم). ابتداءً من عام 1967، قرر أن يبدأ الصيام لإنقاص وزنه كقرار للعام الجديد، لأنه سئم من السخرية منه. في مقابلة نُشرت في صحيفة بوكا راتون نيوز بتاريخ 22 مارس 1981، أدلى بول بهذا التصريح حول القرار: "توقفت عن الأكل فورًا. صمتُ لأطول فترة ممكنة، ثم تناولتُ بعد ذلك الحساء الصافي، وعصير الجريب فروت، والحليب خالي الدسم، والسلطات". خسر بول ما يزيد عن 355 رطل (161 كجم) في 7 أشهر، حيث انخفض وزنه من 487 إلى 130 رطل (221 إلى 59 كجم). وقد تم الاعتراف بإنجازه من قبل موسوعة غينيس للأرقام القياسية . ولم يحتفظ بالرقم القياسي لأكثر من 12 عام فحسب، بل كان أيضا على غلاف الكتاب عام 1982.

## الكتاب
الحياة في المسار السمين Life in the Fat Lane: قصة بول كيملمان، مع ديفيد وولفسون. منشورات فات لين (1991)(ردمك 0-9624540-0-1)